# 若松文男
若松 文男（わかまつ ふみお、1888年10月20日 - 没年不詳）は、日本の俳優である。本名松井 恒吉（まつい つねきち）。

## 人物・来歴
1888年（明治21年）10月20日、京都府京都市に生まれる。
幼少期の1890年代、中村駒之助に弟子入りし、子役の歌舞伎役者となる。長じて、京都の明治座等で常打ちする新派の静間小次郎（1868年 - 1938年） の「静間小次郎一派」に参加する。
1925年（大正14年）、 マキノ・プロダクションに入社、当時は同社の等持院撮影所が東亜キネマに買収されており、一度は「東亜キネマ等持院撮影所」と名乗ったが、内外からの不満により正確には「東亜マキノ等持院撮影所」と称していた時期であった。翌1926年（大正15年）、牧野省三が再独立してマキノ・プロダクション御室撮影所を開所した後の同年3月26日に公開された、橋本佐一呂監督の『闇乃森』で映画界にデビューした。当時すでに満37歳であった。1931年（昭和6年）春の同社の製作停止まで所属しており、同社での若松の最後の作品として記録に残るのは、同年2月13日公開、吉野二郎監督の『処女爪占師』であった。
1932年（昭和7年）には、日活京都撮影所に移籍、同年12月22日公開、片岡千恵蔵プロダクション製作、日活配給による稲垣浩監督の『時代の驕児』に出演している。1938年（昭和13年）3月31日に公開された『忠臣蔵 地の巻』（監督池田富保）、『忠臣蔵 天の巻』（監督マキノ正博）で演じた吉田忠左衛門の役どころは、マキノの父・牧野省三が、1928年（昭和3年）に製作・監督した大作『忠魂義烈 実録忠臣蔵』における若松の役と同一である。1942年（昭和17年）1月27日、戦時統合によって大映が設立され、日活京都撮影所は大映京都撮影所となり、若松は同社に継続入社する。
第二次世界大戦後も引き続き同撮影所の作品に出演するが、満59歳となった1947年（昭和22年）11月25日に公開された野淵昶監督の『白粉帖』以降、出演記録が途絶える。以降の消息は不明だが、1979年（昭和54年）に発行された『日本映画俳優全集・男優編』（キネマ旬報社）では、同年以前にすでに死去し、没年不詳としている。

## フィルモグラフィ
すべてクレジットは「出演」である。役名のわかるものは公開日の右側に記し、東京国立近代美術館フィルムセンター（NFC）所蔵等の上映用プリントの現存状況についても記す。

### マキノ・プロダクション
特筆以外すべて製作は「マキノ・プロダクション御室撮影所」、配給は「マキノ・プロダクション」である。
- 『闇乃森』 : 監督橋本佐一呂、1926年3月26日公開[1]
- 『夢の芝浜』 : 監督水野正平、1926年6月11日公開 - 家主の吉兵衛
- 『お洒落狂女 前後篇』 : 監督マキノ省三、1926年6月11日公開 - 早瀬主水
- 『三千石』 : 監督富沢進郎、1926年6月25日公開 - 平馬の家臣甚内
- 『憤怒』 : 監督沼田紅緑、1926年7月1日公開 - 菊枝の父
- 『愚恋の巷 武家気質』 : 監督二川文太郎、1926年7月15日公開 - 藤井委求
- 『真葛ケ原女腹切』 : 監督人見吉之助、1926年8月20日公開
- 『仇討奇譚 勝鬨』 : 監督勝見正義、1926年9月24日公開 - 難波屋佐兵衛、現存（NFC所蔵[6]）
- 『どんぐり長屋』 : 監督曽根純三、1926年10月1日公開 - 飛脚問屋忠兵衛
- 『佐平次捕物帖 新釈紫頭巾 前篇』 : 監督沼田紅緑、1926年10月15日公開 - 海老沢八左衛門
- 『佐平次捕物帖 新釈紫頭巾 後篇』 : 監督沼田紅緑、1926年10月22日公開 - 海老沢八左衛門
- 『照る日くもる日 第一篇』 : 監督二川文太郎、1926年11月7日公開 - 細木新之丞（主演）
- 『鳴門秘帖 第一篇』 : 監督沼田紅緑、1926年11月7日公開 - 室井半斎
- 『鳴門秘帖 第二篇』 : 監督沼田紅緑、1926年11月21日公開 - 室井半斎
- 『照る日くもる日 第二篇』 : 監督二川文太郎、1926年11月26日公開 - 細木新之丞（主演）
- 『おりゃんこ半次』 : 監督井上金太郎、1927年1月5日公開 - 殿村小左衛門
- 『喧嘩買兵衛』 : 監督勝見正義、製作勝見プロダクション御室撮影所、1927年1月14日公開 - 三浦屋の亭主
- 『稲妻 前篇』 : 監督人見吉之助・中島宝三、1927年2月17日公開 - 大矢野伝兵衛
- 『紫地獄』 : 監督中島宝三、1927年4月15日公開 - 尾上多見之丞
- 『万花地獄 第一篇』 : 監督中島宝三、1927年5月6日公開 - 駒木大内記
- 『万花地獄 第二篇』 : 監督中島宝三、1927年6月10日公開 - 駒木大内記
- 『いろは仮名四谷怪談 前篇』 : 監督井上金太郎、1927年7月14日公開 - 四谷左門
- 『いろは仮名四谷怪談 後篇』 : 監督井上金太郎、1927年7月22日公開 - 四谷左門
- 『敵討鑓諸共』 : 監督人見吉之助、1927年7月29日公開 - 酒井五郎兵衛
- 『アイヌの娘』 : 監督中島宝三、1927年8月26日公開 - 酋長シヤトン
- 『砂絵呪縛 第一篇』 : 監督金森万象、1927年9月8日公開 - 柳影組首領 築山左右造
- 『砂絵呪縛 第二篇』 : 監督金森万象、1927年9月8日公開 - 柳影組首領 築山左右蔵
- 『人質』 : 監督人見吉之助、1927年9月23日公開 - 領主三浦刑部義尚
- 『任侠二刀流 第一篇』 : 監督高見貞衛、1927年11月11日公開 - 荻原仁右衛門
- 『任侠二刀流 第二篇』 : 監督高見貞衛、1927年12月15日公開 - 荻原仁右衛門
- 『毒蛇』 : 監督二川文太郎、1928年1月5日公開
- 『ひよどり草紙 第一篇』 : 監督人見吉之助、1928年1月10日公開 - 筧大学頭
- 『神州天馬侠 第一篇』 : 監督曽根純三、1928年2月3日公開 - 根来小角
- 『任侠二刀流 終篇』 : 監督高見貞衛、1928年2月10日公開 - 荻原仁右衛門
- 『忠魂義烈 実録忠臣蔵』 : 監督マキノ省三、1928年3月14日公開 - お目附 岡田伝八郎/吉田忠左衛門、現存（NFC所蔵[6]）
- 『間者』 : 監督マキノ正博・松田定次・稲葉蛟児、1928年4月15日公開 - 三島屋善兵衛
- 『神州天馬侠 第二篇』 : 監督曽根純三、1928年4月27日公開 - 根来小角
- 『新版大岡政談 前篇』 : 監督二川文太郎、1928年5月5日公開 - 土屋多門
- 『新版大岡政談 中篇』 : 監督二川文太郎、1928年5月18日公開 - 土屋多門
- 『首斬地蔵』 : 監督中島宝三、1928年6月1日公開 - 日和見の徳造
- 『伊達男』 : 監督押本七之助、1928年6月8日公開 - 正兵衛
- 『蹴合鶏』 : 監督マキノ正博、1928年6月29日公開 - 父右内
- 『天明果報談』 : 監督金森万象、1928年7月20日公開 - その父新兵衛
- 『神州天馬侠 第三篇』 : 監督吉野二郎、1928年7月27日公開 - 根来小角
- 『神州天馬侠 第四篇』 : 監督吉野二郎、1928年9月21日公開 - 根来小角
- 『浪人街 第一話 美しき獲物』 : 監督マキノ正博、1928年10月20日公開 - お新の義父
- 『京屋の娘』 : 監督吉野二郎、1928年11月8日公開 - お花兄妹の父
- 『崇禅寺馬場』 : 監督マキノ正博、1928年11月14日公開
- 『かわいさうな大九郎』 : 監督松田定次、1928年12月13日公開 - 現存（NFC所蔵[6]）
- 『水戸黄門 東海道篇』 : 監督中島宝三、1929年2月1日公開 - 水谷監物
- 『浪人街 第二話 楽屋風呂 解決篇』 : 監督マキノ正博、1929年2月8日公開 - 大野軍右衛門
- 『正伝 高山彦九郎』 : 監督押本七之輔（押本七之助）、1929年2月22日公開 - 花喜久屋の亭主
- 『後の水戸黄門』 : 監督中島宝三、1929年5月17日公開 - 水谷監物
- 『浪人街 第三話 憑かれた人々』 : 監督マキノ正博、1929年11月15日公開 - 紅屋忠兵衛
- 『煉獄二道』 : 監督吉野二郎、1930年6月13日公開 - 高橋主水
- 『祐天吉松』 : 監督吉野二郎、1930年8月22日公開 - 丹波屋 喜兵衛
- 『恋寝刃 伊勢音頭』 : 監督勝見正義、1930年8月29日公開 - 藤浪左膳
- 『須磨の仇浪』 : 監督三上良二、1930年10月3日公開 - 綾子の叔父
- 『里見八剣伝』 : 監督吉野二郎、1931年1月5日公開 - 百姓糖助
- 『処女爪占師』 : 監督吉野二郎、1931年2月13日公開 - 天海僧正

### 日活京都撮影所
特筆以外すべて製作は「日活京都撮影所」、配給は「日活」である。
- 『時代の驕児』 : 監督稲垣浩、製作片岡千恵蔵プロダクション、配給日活、1932年12月22日公開 - 下総屋主人
- 『孝子五郎正宗』 : 監督久保文憲、製作・配給宝塚キネマ興行、1933年3月26日公開[7] - 森川馬之亟、現存（NFC所蔵[6]）[8]
- 『武士道くづれ雁』 : 監督荒井良平、1933年10月26日公開 - 松平信充
- 『忠臣蔵 刃傷篇 復讐篇』 : 監督伊藤大輔、1934年5月17日公開 - 茶坊主妙斎
- 『佐渡情話』 : 監督池田富保、1934年10月4日公開 - 呑屋の親父金兵衛
- 『新選組 前後篇』 : 監督稲垣浩、1934年12月31日公開 - 現存（NFC所蔵[6]）
- 『風流深編笠』 : 監督辻吉郎、1935年2月21日公開 - 鍵屋吉左衛門
- 『水戸黄門 血刃の巻』 : 監督荒井良平、1935年4月3日公開 - 関根公平、現存（NFC所蔵[6]）
- 『丹下左膳余話 百万両の壺』 : 監督山中貞雄、1935年6月15日公開 - 田丸主水正
- 『さむらひ鴉』 : 監督池田富保、製作日活/太秦発声映画、配給日活、1935年8月15日公開 - 舟大工九助、現存（NFC所蔵[6]）
- 『大菩薩峠 第一篇 甲源一刀流の巻』 : 監督稲垣浩、1935年11月15日公開 - 片柳伴次郎、現存（NFC所蔵[6]）
- 『栗山大膳』 : 監督池田富保、1936年11月12日公開 - 酒井雅楽頭
- 『振袖姿弁天小僧』 : 監督久見田喬二、1936年11月26日公開 - 浜松屋主人
- 『森の石松』 : 監督山中貞雄、1937年3月19日公開 - 旅人虎三
- 『唐人お吉 黒船情話』 : 監督池田富保、1937年6月17日公開 - 井上信濃守
- 『恋山彦 風雲の巻』 : 監督マキノ正博、1937年7月14日公開 - 十寸見源四郎、現存（NFC所蔵[6]）
- 『恋山彦 怒濤の巻』 : 監督マキノ正博、1937年8月11日公開 - 十寸見源四郎、現存（NFC所蔵[6]）
- 『変化若衆髷 前後篇』 : 監督久見田喬二、1937年9月23日公開 - 独楽師見柳斉
- 『飛竜の剣』 : 監督稲垣浩、1937年12月21日公開
- 『血煙高田の馬場』 : 監督マキノ正博・稲垣浩、1937年12月31日公開 - 鐘鬼の庄太郎、現存（NFC所蔵[6]）
- 『忠臣蔵 地の巻』 : 監督池田富保、1938年3月31日公開 - 吉田忠左衛門、現存（NFC所蔵[6]）
- 『忠臣蔵 天の巻』 : 監督マキノ正博、1938年3月31日公開 - 吉田忠左衛門、現存（NFC所蔵[6]）
- 『出世太閤記』 : 監督稲垣浩、1938年6月17日公開 - 日根野弥五衛門
- 『右門捕物帖 拾万両秘聞』 : 監督荒井良平、1939年1月5日公開 - 堀田備後守
- 『江戸の惡太郎』 : 監督マキノ正博、1939年5月4日公開 - 家主茂兵衞、現存（NFC所蔵[6]）
- 『尊王村塾』 : 監督稲垣浩、1939年5月18日公開
- 『三味線武士』 : 監督衣笠十四三、1939年11月15日公開 - 石材屋の主人、現存（NFC所蔵[6]）
- 『大楠公』 : 監督池田富保、1940年6月16日公開 - 少納言時康
- 『主従無上』 : 監督田崎浩一、1940年7月6日公開 - 伊木長門守
- 『続清水港』 : 監督マキノ正博、1940年7月10日公開 - 茶店の爺、現存（NFC所蔵[6]）
- 『織田信長』 : 監督マキノ正博、1940年11月14日公開 - 織田黒之充、現存（NFC所蔵[6]）
- 『天兵童子 第一話 幼き英雄』 : 監督組田影造（久見田喬二）、1941年5月11日公開 - 海江田啄馬
- 『天兵童子 第二話 日本の子』 : 監督組田影造（久見田喬二）、1941年6月1日公開 - 海江田啄馬
- 『天兵童子 第三話』 : 監督組田影造（久見田喬二）、1941年6月19日公開 - 海江田啄馬
- 『天兵童子 第四話 甦る力』 : 監督組田影造（久見田喬二）、1941年8月14日公開 - 海江田啄馬
- 『江戸最後の日』 : 監督稲垣浩、1941年11月28日公開 - 薩摩志摩守
- 『決戦奇兵隊』 : 監督丸根賛太郎、1941年12月30日公開 - 家老櫛田、現存（NFC所蔵[6]）

### 大映京都撮影所
特筆以外すべて製作は「大映京都撮影所」、配給は「大映」である。
- 『維新の曲』 : 監督牛原虚彦、製作大映京都撮影所、配給映画配給社、1942年5月14日公開 - 國司信濃、現存（NFC所蔵[6]）
- 『独眼龍政宗』 : 監督稲垣浩、製作大映京都第一撮影所、配給映画配給社、1942年7月2日公開 - 現存（NFC所蔵[6]）
- 『高田馬場前後』（戦後改題『初祝二刀流』） : 監督松田定次、製作大映京都撮影所、配給映画配給社、1944年6月22日公開 - 藤井又左衛門
- 『河童大将』 : 監督松田定次、製作大映京都撮影所、配給映画配給社、1944年8月31日公開 / 配給大映、1953年7月1日公開[5]
- 『紅顏鼓笛隊』（戦後改題『暁の鼓笛隊』） : 監督木村恵吾、製作大映京都撮影所、配給映画配給社、1945年4月12日公開 / 配給大映、1953年4月15日公開[9]
- 『明治の兄弟』 : 監督松田定次、1946年1月3日公開[5]
- 『殴られたお殿様』 : 監督丸根賛太郎、1946年3月21日公開 - 甚平
- 『国定忠治』 : 監督松田定次、1946年9月10日公開[5]
- 『槍おどり五十三次』 : 監督森一生、1946年11月26日公開 - 長兵衛、現存（NFC所蔵[6]）
- 『恋三味線』 : 監督野淵昶、1946年12月17日公開[5]
- 『龍虎傳』 : 監督森一生、1947年4月15日公開 - 坑主松尾、現存（NFC所蔵[6]）
- 『田之助紅』 : 監督野淵昶、1947年6月10日公開[5]
- 『裁かれる愛情』 : 監督木村恵吾、1947年9月2日公開[5]
- 『悪魔の乾杯』 : 監督丸根賛太郎、1947年10月21日公開[5]
- 『素浪人罷通る』 : 監督伊藤大輔、1947年10月28日公開 - 山城屋徳兵衛、現存（NFC所蔵[6]）
- 『白粉帖』 : 監督野淵昶、1947年11月25日公開[5]